# Роаскія
Роаскія (італ. Roaschia, п'єм. Roas-cia) — муніципалітет в Італії, у регіоні П'ємонт,  провінція Кунео.
Роаскія розташована на відстані близько 490 км на північний захід від Рима, 95 км на південь від Турина, 16 км на південний захід від Кунео.
Населення — 116 осіб (2014).

## Демографія
Населення за роками:

Станом на 1 січня 2023 року в муніципалітеті офіційно проживало 5 іноземців з 2 країн, серед них 4 громадяни країн Євросоюзу.

## Сусідні муніципалітети
- Ентраккуе
- Робіланте
- Роккавьоне
- Вальдієрі
- Вернанте